# Nassabbau (Lockergestein)
Als Nassabbau bezeichnet man eine Form des Abbaus von lockeren Gesteinsmassen, bei der die Gewinnung des Rohstoffes unterhalb der Grundwasserlinie erfolgt. Abhängig vom Standort werden mittels Nassabbau neben Lockergestein wie Kies und Sand auch Seifenlagerstätten abgebaut. Der Nassabbau wird auch im marinen Bereich als oberflächennaher Meeresbergbau verwendet.

## Vorbereitung
Bevor der eigentliche Prozess der Rohstoffgewinnung beginnen kann, muss die Lagerstätte entsprechend vorbereitet werden. Hierfür werden in der Regel die Deckschichten über dem Grundwasser vollständig beseitigt. Dabei wird sämtliche Vegetation entfernt. Diese vorbereitenden Arbeiten sind für die Rohstoffgewinnung unerlässlich, gleichzeitig wird aber die Schutzfunktion der Deckschichten vollständig beseitigt. Dies führt zu einer Beeinträchtigung des Bodens. Am Ende der Vorbereitungsarbeiten tritt an die Stelle der Deckschicht und des Grundwasserleiters der Baggersee als künstliches Oberflächengewässer. Dieser Baggersee muss in Form und Tiefe so gestaltet sein, dass eine regelmäßige Zirkulation des Wasserkörpers stattfindet. Dabei sollte der See eine Mindestgröße von fünf Hektar haben und möglichst an die Grundwasserfließrichtung und der vorgegebenen Windrichtung ausgerichtet sein.

## Nasse Gewinnung
Nachdem die Vorbereitungsarbeiten abgeschlossen sind, kann die Nassgewinnung der Rohstoffe erfolgen. Diese erfolgte bis Anfang des 19. Jahrhunderts manuell und danach mit Erfindung der ersten Bagger maschinell. Der Kies und der Sand werden im Baggersee möglichst bis zur Sohle der Lagerstätte gelöst und herausgehoben. Für die Gewinnung kommen unterschiedliche Baggertypen und zum Teil auch Schrapperanlagen zum Einsatz. Welche Maschinen zum Einsatz kommen, hängt von der Mächtigkeit der Lagerstätte ab. Des Weiteren spielen die Zusammensetzung der Kiessande, die Korngröße und das Vorhandensein von bindigen oder verfestigten Zwischenlagen eine Rolle bei der Entscheidung, welche Maschinen zum Einsatz kommen. Da das selektive Arbeiten und Profilschneiden mit den Nassbaggergeräten nicht möglich ist, entsteht auf dem Grund des Baggersees eine Kraterlandschaft. Dies führt letztendlich zu Abbauverlusten von bis zu 30 Prozent. Um die Lagerstätte optimal ausnutzen zu können, verwendet man heute computergesteuerte und GPS-gesteuerte Maschinen, bei denen die Baggerpositionen mit einer Genauigkeit von bis zu einem Meter erfasst werden kann. Dadurch können die Abbauverluste auf etwa 15 Prozent reduziert werden. Außerdem lassen sich mit den modernen Maschinen Fehlbaggerungen vermeiden und es ist ein gezielter Abbau der stehengebliebenen Kiesmassen möglich. Der gewonnene Rohstoff wird anschließend in einer Aufbereitungsanlage, der Kieswäsche, gereinigt und aufbereitet. Das aus der Kieswäsche stammende Kieswaschwasser wird anschließend gereinigt und wieder zur Kieswäsche verwendet.

### Maschinen und deren Einsatz
Bei der Nassgewinnung kommen, je nach Mächtigkeit und Zusammensetzung, eine Vielzahl von Gewinnungsgeräten zum Einsatz. So werden unter anderem fahrbare Land-Eimerkettenbagger, schwimmende Eimerkettenbagger, Schwimmgreiferbagger, Saugbagger und Lufthebebagger eingesetzt. Bei einer Gewinnungstiefe von zehn bis 15 Metern kommen Tieflöffelhydraulikbagger, Schleppschaufelbagger Seilkübelbagger oder Seilbagger zum Einsatz. Neben diesen moderaten Gewinnungstiefen gibt es auch Lagerstätten, bei denen der Rohstoff aus bis zu 100 Metern gewonnen wird. Hier kommen dann schwimmende Saugbagger oder schwimmende Eimerkettenbagger zur Anwendung.